# Barcelona WCT 1976 - Doppio
Il doppio del torneo di tennis Barcelona WCT 1976, facente parte della categoria World Championship Tennis, ha avuto come vincitori Bob Lutz e Stan Smith che hanno battuto in finale Wojciech Fibak e Karl Meiler con il punteggio di 6–3, 6–3.

## Teste di serie
1. Bob Lutz /  Stan Smith (campioni)

1. Wojciech Fibak /  Karl Meiler (finale)

## Tabellone

### Legenda
| - Q = Qualificato - WC = Wild card - LL = Lucky loser | - ALT = Alternate - SE = Special Exempt - PR = Protected Ranking | - w/o = Walkover - r = Ritirato - d = Squalificato |

|  | Quarti di finale              | Quarti di finale               | Quarti di finale               | Quarti di finale | Quarti di finale |  |  | Semifinali                    | Semifinali                    | Semifinali                    | Semifinali                 | Semifinali                 |   |   | Finale              | Finale              | Finale              | Finale | Finale |  |
|  |                               |                                |                                |                  |                  |  |  |                               |                               |                               |                            |                            |   |   |                     |                     |                     |        |        |  |
|  | 1                             | Bob Lutz Stan Smith            | Bob Lutz Stan Smith            | 6                | 7                |  |  |                               |                               |                               |                            |                            |   |   |                     |                     |                     |        |        |  |
|  |                               | Jeff Borowiak Dick Crealy      | Jeff Borowiak Dick Crealy      | 2                | 5                |  |  | Bob Lutz Stan Smith           | Bob Lutz Stan Smith           | Bob Lutz Stan Smith           | 6                          | 6                          |   |   |                     |                     |                     |        |        |  |
|  | Eddie Dibbs Harold Solomon    | Eddie Dibbs Harold Solomon     | 0                              | 7                | 6                |  |  | Eddie Dibbs Harold Solomon    | Eddie Dibbs Harold Solomon    | Eddie Dibbs Harold Solomon    | 3                          | 1                          |   |   |                     |                     |                     |        |        |  |
|  | Mark Cox Cliff Drysdale       | Mark Cox Cliff Drysdale        | 6                              | 6                | 4                |  |  |                               |                               |                               |                            |                            |   |   | Bob Lutz Stan Smith | Bob Lutz Stan Smith | Bob Lutz Stan Smith | 6      | 6      |  |
|  | Dick Stockton Erik Van Dillen | Dick Stockton Erik Van Dillen  | Dick Stockton Erik Van Dillen  | 6                | 7                |  |  |                               |                               | Wojciech Fibak Karl Meiler    | Wojciech Fibak Karl Meiler | Wojciech Fibak Karl Meiler | 3 | 3 |                     |                     |                     |        |        |  |
|  | Manuel Orantes Manuel Santana | Manuel Orantes Manuel Santana  | Manuel Orantes Manuel Santana  | 3                | 5                |  |  | Dick Stockton Erik Van Dillen | Dick Stockton Erik Van Dillen | Dick Stockton Erik Van Dillen | 4                          | 6                          |   |   |                     |                     |                     |        |        |  |
|  | 2                             | Wojciech Fibak Karl Meiler     | Wojciech Fibak Karl Meiler     | 6                | 6                |  |  | Wojciech Fibak Karl Meiler    | Wojciech Fibak Karl Meiler    | Wojciech Fibak Karl Meiler    | 6                          | 7                          |   |   |                     |                     |                     |        |        |  |
|  |                               | Ismail El Shafei Brian Fairlie | Ismail El Shafei Brian Fairlie | 1                | 1                |  |  |                               |                               |                               |                            |                            |   |   |                     |                     |                     |        |        |  |